# Gibson Explorer
 (juin 2025).

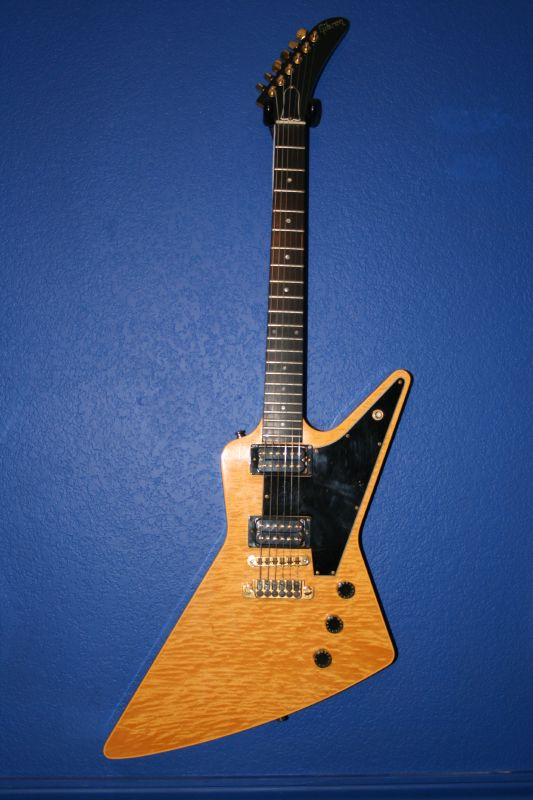
Une Explorer en érable avec un accastillage doré.

La Gibson Explorer est une guitare électrique à corps plein (solid body) produite par la firme américaine Gibson.
Les premiers modèles de Gibson Explorer (ou X- plorer comme on l'a parfois appelée depuis 2002) sont sortis en 1958. Initialement nommée Futura, elle présente un corps au design radical et futuriste, un peu comme la Gibson Flying V. Elle eut très peu de succès à ses débuts, et sa production initiale fut stoppée en 1959. En 1975, Gibson reprit la production, à la suite du succès de modèles similaires produits par des luthiers concurrents.

## Extrêmement rares
Gibson a produit moins de cent Explorer [réf. nécessaire] de la première série, en bois de limba (que Gibson nomme korina), ce qui en a fait des objets de collection très recherchés et donc chers.

## Variations sur une Explorer
Gibson a produit un certain nombre de variantes de son modèle parmi lesquelles on trouve des modèles plus petits, plus faciles à jouer (comme la Studio Explorer et l'Explorer dessinée pour Matthias Jabs en 1990 qui a un corps ne mesurant que 90 % de la taille du corps d'une Explorer normale). Une Explorer fait aussi partie de la ligne Goth qui comprend les modèles les plus fameux de Gibson, telles la Flying V, la SG et la Les Paul, ayant une finition Noir Mat. De nombreuses variantes ont été produites par Epiphone.

## Explorer chez les autres
Le luthier Hamer Guitars a créé un modèle en hommage à l'Explorer en 1974 dénommé la Hamer Standard. Recueillant de plus en plus de succès auprès des musiciens de rock progressif, le succès de ce modèle a permis de nombreuses rééditions, et a conduit Gibson à reprendre la production de son modèle original.
Jackson, un autre luthier appartenant à Fender fut poursuivi par Gibson pour leur série de modèles Kelly, très similaires à l'Explorer, bien que plus légères. Parmi les utilisateurs de ces modèles, on trouve Marty Friedman du groupe Megadeth.
D'autres luthiers ont produit des clones de l'Explorer : ESP, Dean Guitars, Ibanez, Jackson, Yamaha, Custom77, Kramer, Peavey et Samick.

## Joueurs d'Explorer notables
- Phil Campbell (Motörhead)
- Dave Baksh (Brown Brigade)
- Eric Clapton (début des années 1970)
- Allen Collins (Lynyrd Skynyrd)
- Rivers Cuomo (Weezer)
- Dimebag Darrell (Pantera)
- The Edge (U2)
- Robb Flynn (Machine Head)
- Dave Grohl (Foo Fighters)
- Matt K. Heafy (Trivium)
- James Hetfield (Metallica)
- Matthias Jabs (Scorpions)
- Danko Jones (Danko Jones)
- Chad Kroeger (Nickelback)
- Ricky Medlocke (Blackfoot, Lynyrd Skynyrd)
- Joel O'Keeffe (Airbourne)
- Lzzy Hale ( Halestorm )
- David Roads (Airbourne)
- Satchel (Steel Panther)
- Wayne Static (Static-X)
- Jesper Stromblad (In Flames)
- Glenn Tipton (Judas Priest)
- Billy Gibbons (ZZ TOP)
- Vic Fuentes (Pierce The Veil)[6]
- Christian Andreu (Gojira)